# Вісліна
Вісліна (пол. Wiślina, нім. Hochzeit) — село в Польщі, у гміні Прущ-Гданський Ґданського повіту Поморського воєводства.
Населення — 314 осіб (2011).
У 1975-1998 роках село належало до Гданського воєводства.

## Демографія
Демографічна структура станом на 31 березня 2011 року:
|          | Загалом | Допрацездатний вік | Працездатний вік | Постпрацездатний вік |
| -------- | ------- | ------------------ | ---------------- | -------------------- |
| Чоловіки | 166     | 45                 | 108              | 13                   |
| Жінки    | 148     | 29                 | 87               | 32                   |
| Разом    | 314     | 74                 | 195              | 45                   |